# Метт Дюшен
Метт Дюшен (фр. Matt Duchene; 16 січня 1991, Пітерборо, провінція Онтаріо) — канадський хокеїст, нападник.

## Ігрова кар'єра
Метт виріс у містечку Гелібартон провінція Онтаріо, починав свої виступи в клубі «Централ Онтаріо Вулвс» ОХЛ, з 2007 року грає за «Брамптон Батальйон» — провів 147 матчів та набрав 157 очок (76 + 81). 2009 року в фіналі Меморіального кубка «Брамптон Батальйон» поступився «Віндзору Спітфаєрс».
Технічний гравець привернув увагу як експертів так і журналістів, які його порівняли з такими гравцями, як Стів Айзерман та Джо Сакік, сам Дюшен обрав для себе зразком Петера Форсберга. Оцінили Метта і скаути НХЛ, у Драфті НХЛ 2009 року був обраний в першому раунді під третім номером, клубом «Колорадо Аваланч», першим номером Драфту став Джон Таварес.
У своєму першому матчі Метт заробив своє перше очко, зробивши результативну передачу. першу шайбу закинув 17 жовтня в матчі проти Детройт Ред-Вінгс. У грудні 2009 року Метт Дюшен був визнаний новачком місяця НХЛ, закинув п'ять шайб та зробив вісім передач в 14 іграх. Дюшен закінчив свій перший сезон в НХЛ як один з найкращих бомбардирів-новобранців, та зіграв важливу роль у плей-оф, шість матчів та три результативні передачі. У чвертьфіналі Західній конференції його «Колорадо» поступився в шести матчах Сан-Хосе Шаркс 2:4.
Після сезону, Метт був обраний до NHL All-Rookie Team, найкращих новачків ліги, разом з воротарем «Детройту» Джиммі Говардом претендував на Кубок Колдера, який щорічно присуджують найкращому новачку, але трофей присудили захиснику Маєрсу з Баффало Сейбрс.
У своєму другому сезоні (2010/11 років) за «Колорадо Аваланч», Метт Дюшен був вперше запрошений до NHL All-Star Game після 43 ігор та набраних 43 очок (18 + 25). Нападник закинув гол в цій грі. Крім того, він взяв участь в конкурсі штрафних кидків, програв в протистоянні воротарю Генріку Лундквісту. «Колорадо» пропустив в цьому сезоні раунд плей-оф, а Дюшен закінчив сезон як один із найуспішніших бомбардирів клубу з 67 очками (27 + 40) у 80 іграх.
У сезоні 2011/12 Метт через травму лівого коліна та правої щиколотки зіграв тільки 58 з 82 можливих матчів. Через локаут в НХЛ на початку сезону 2012/13, 2 жовтня 2012 року він підписує контракт на два місяці з «Фрелундою» (Елітсерії). Він також зіграв чотири матчі в клубі Амбрі-Піотта з Національної ліги А.

## Збірна
В складі збірної Канади виступав на чемпіонаті світу серед юніорів у 2008 році. Метт зіграв всі сім матчів та закинув п'ять голів і зробив три результативні передачі, канадці стали чемпіонами світу у фіналі переграли збірну Росії 8:0. На міжнародному турнірі імені Івана Глінки, в тому ж 2008 році також став золотим медалістом у складі національної збірної, здолавши у фіналі російську збірну, сам Метт зіграв чотири матчі та набрав 5 очок (1 + 4). Грав на чемпіонатах світу з хокею 2010, 2011, 2013 та 2015 років.

## Нагороди та досягнення
- Чемпіон світу чемпіонату світу серед юніорів 2008.
- Переможець міжнародного турніру імені Івана Глінки 2008.
- КХЛ Top Prospects Game 2009.
- Боббі Сміт Трофі 2009.
- Новачок місяця в НХЛ 2009.
- NHL All-Rookie Team 2010.
- Матч усіх зірок НХЛ 2011.
- В команді «Усіх зірок» Кубка Шпенглера 2012.
- Чемпіон Зимових Олімпійських ігор 2014 (Сочі).
- Чемпіон світу — 2015, 2016.
- Володар Кубка світу (2016).